# 红花崖爬藤
红花崖爬藤（学名：Tetrastigma subtetragonum）为葡萄科崖爬藤属的植物，是中国的特有植物。分布在中国大陆的云南等地，生长于海拔1,000米至1,400米的地区，多生于山谷林中，目前尚未由人工引种栽培。